# Agylloides problematica
Agylloides problematica là một loài bướm đêm thuộc phân họ Arctiinae, họ Erebidae.